# 李成林 (1968年)
李成林（1968年3月—），男，汉族，吉林大安人，中华人民共和国政治人物。

## 生平
曾任辽宁省人民检察院党组书记、检察长。2023年1月，转任山西省人民政府副省长、公安厅厅长。2024年2月，出任中华人民共和国最高人民法院党组成员、政治部主任。2025年6月，调任中共北京市委常委、组织部部长。